# 유전자 변형 옥수수
유전자 변형 옥수수는 유전자 변형 작물의 하나이며, 유전자 변형을 통해 해충 및 제초제 등에 대한 내성이 강화되도록 형질을 변화시킨 옥수수를 뜻한다. 다양한 국가에서 재배되고 있으나, 유전자 이동을 통해 인체 및 다른 식물, 곤충 등에 미치는 영향에 대한 논쟁이 지속되고 있다.
미국에서 개발된 유전자 변형 옥수수의 하나인 '스타링크(Starlink)'는 미국 환경보호국으로부터 사료용으로만 사용하도록 허가되었으나, 일부 제품이 식용으로 사용된 것이 밝혀지면서 2000년 미국 식품의약국에서 대규모 리콜 조치를 시행하였다.

## BT 옥수수
바킬루스 투링기엔시스 유전자를 도입한 옥수수이다.
바실루스 투렌제네시스(Bacillus Thuringenesis) corn의 약기이다.
기존 옥수수의 유전자에 투렌제네시스균의 살충성 독소단백질 유전자를 주입한 것으로, 20세기 말 농약사용을 줄이고자 개발되었으나 여러 환경단체와 소비자 등에게 안전상에 의심을 사며 점차 사용되지 않게 된다. 실제로 2010년 인도에서는 BT 유전자 조작 식품의 상업적 재배를 전면 금지하였다.

## 같이 보기
- 슈퍼 옥수수